# Колоннава (підрозділ окружного секретаріату)
Підрозділ окружного секретаріату Колоннава — підрозділ окружного секретаріату округу Коломбо, Західна провінція, Шрі-Ланка. Складається з 46 Грама Ніладхарі.